# Balduin VII av Flandern
Balduin VII av Flandern, född 1093, död 1119, var regerande greve av Flandern från 1111 till 1119.